# Damien Jurado
Damien Jurado, nascut a Seattle, és un dels cantautors referents de l'indie-folk rock nord-americà.

## Història
Va començar la seva carrera a mitjans dels anys 90 enregistrant cançons folk autoeditades a cassette i a poc a poc es va anar convertint en un artista de culte a Seattle fins que el cantant Jeremy Enigk el va presentar a Sub Pop Records, amb qui va editar el seu primer àlbum Waters Ave S el 1997.
El seu segon àlbum Rehearsals for Departure (1999) va fer esdevenir Jurado cantautor referencial als Estats Units. L'autor utilitza sons ambient i ha experimentat amb diverses tècniques d'enregistrament. L'any 2000 va publicar el seu àlbum més insòlit, Postcards and Audio Letters, una col·lecció de lletres que va trobar a botigues de cassettes i contestadors 
automàtics.
També el mateix any va editar Ghost of David, el seu disc més personal i intimista. Des de llavors, ha editat 6 discos més, d'estils diferents però coherents que l'han portat del rocker style a l'elèctric fins que el 2010 Jurado va formar tàndem amb el seu germà Drake per fer el LP Hoquiam i Saint Bartlett, fins que el febrer del 2012 va publicar el seu 10è àlbum 
d'estudi, Maraqopa.

## Discografia
- Waters Ave S (Sub Pop - 1997)[2]
- Rehearsals for Departure (Sub Pop — 1999)
- Ghost of David (Sub Pop — 2000)[3]
- I Break Chairs (Sub Pop — 2002)[2][4]
- Where Shall You Take Me? (Secretly Canadian - 2003)[5]
- This Fabulous Century (Burnt Toast - 2004)
- On My Way to Absence (Secretly Canadian - 2005)
- And Now That I'm in Your Shadow (Secretly Canadian - October 2006)[6][7]
- Caught in the Trees (Secretly Canadian – 2008)
- Saint Bartlett (Secretly Canadian – 2010)
- Live At Landlocked (Secretly Canadian – 2011)[8]
- Maraqopa (Secretly Canadian - 2012)

### EPs i singles
- 1995 Motorbike (Sup Pop)
- 1996 Trampoline (Sub Pop)
- 1997 Halo Friendly (Summershine)
- 1997 Vary (Tooth & Nail)
- 1998 Chevrolet (UK-only, Snowstorm)
- 1998 Gathered in Song (Made in Mexico)
- 1999 Letters & Drawings (UK-only, Ryko)
- 2000 Postcards and Audio Letters (Made in Mexico)
- 2001 Four Songs (Burnt Toast Vinyl)
- 2002 Big Let Down (Secretly Canadian)
- 2003 Holding His Breath (Acuarela)
- 2004 Just in Time for Something (Secretly Canadian)
- 2006 'Traded for Fire/Ghost of David' Split with Dolorean (Secretly Canadian)
- 2006 Gathered in Song (Made in Mexico, Re-Release with bonus tracks)

### Tour-only Releases
- 2004 Walk along the Fence
- 2006 untitled 6 Song EP
- 2007 the trees tour EP
- 2009 European Tour CDR

### Compilacions on apareix
- "Just A Closer Walk With Thee" - Bifrost Arts' Come O Spirit (Sounds Familyre 2009)